# Resolutie 1483 Veiligheidsraad Verenigde Naties
Resolutie 1483 van de Veiligheidsraad van de Verenigde Naties werd aangenomen door de VN-Veiligheidsraad op 22 mei 2003. De resolutie werd ingediend door Spanje, het Verenigd Koninkrijk en de Verenigde Staten. Veertien leden van de Raad stemden voor. Enkel Syrië was niet aanwezig bij de stemming.

## Achtergrond
Na de Golfoorlog van 1991 kwam Irak in een dal terecht. Om de bevolking van het land te helpen werd in 1995 het Olie-voor-voedselprogramma opgericht. In maart 2003 vielen de Verenigde Staten met het Verenigd Koninkrijk Irak opnieuw binnen; deze keer om president Saddam Hoessein van de macht te verdrijven.

## Inhoud
De Veiligheidsraad:
- Verwijst naar alle voorgaande resoluties ter zake.
- Bevestigt de soevereiniteit van Irak.
- Bevestigt ook het belang van de verwijdering van Iraakse massavernietigingswapens en de bevestiging daarvan.
- Onderstreept dat het Iraakse volk zelf haar toekomst moet bepalen en grondstoffen beheren.
- Moedigt de vorming van een representatieve regering aan.
- Verwelkomt de eerste stappen in die richting.
- Besluit dat de VN een sleutelrol moeten spelen in de humanitaire hulp en wederopbouw.
- Neemt akte van de verklaring van de G7 dat multilaterale hulp nodig is met steun van het IMF en de Wereldbank.
- Verwelkomt ook de hervatting van de humanitaire hulp.
- Verwelkomt de aanstelling van de Speciale Adviseur voor Irak.
- Bevestigt de nood aan aansprakelijkheid voor misdaden en wreedheden door het vorige regime.
- Onderstreept de nood aan respect en bescherming voor de archeologische, historische, culturele en religieuze erfenis van Irak.
- Erkent de autoriteit, verantwoordelijkheden en verplichtingen van de bezetter als "de Autoriteit" (de VS en het VK).
- Bemerkt dat andere landen dan de bezetter (kunnen) samenwerken met de Autoriteit.
- Verwelkomt de wil van de lidstaten om bij te dragen aan de stabiliteit en veiligheid van Irak.
- Is bezorgd om de vele Koeweitse en andere vermiste buitenlanders sinds 2 augustus 1990.
- Bepaalt dat de situatie in Irak, ondanks de verbetering, nog steeds een bedreiging is voor de internationale vrede en veiligheid.
- Handelend onder hoofdstuk VII van het Handvest van de Verenigde Naties:

1. Roept de lidstaten en organisaties op de Irakezen te helpen hun land herop te bouwen.
2. Roept lidstaten op op vraag van de VN te helpen de humanitaire noden van de Irakezen te lenigen.
3. Roept lidstaten op leden van het vorige regime die verantwoordelijk zijn voor misdaden en wreedheden geen onderdak te bieden.
4. Roept de Autoriteit op voor het welzijn van de Irakezen te zorgen.
5. Roept alle betrokkenen op te voldoen aan de Geneefse Conventies.
6. Roept de Autoriteit en organisaties op alles te doen om Koeweitse en andere buitenlanders te repatriëren.
7. Beslist dat alle lidstaten moeten zorgen dat uit Irak ontvreemde voorwerpen terugkeren.
8. Vraagt de Secretaris-Generaal een Speciale Vertegenwoordiger voor Irak aan te duiden om:
a. Humanitaire en heropbouwingshulp te coördineren.
b. De terugkeer van vluchtelingen te promoten.
c. Samen te werken met de Autoriteit en het volk om de staatsinrichting te herstellen.
d. Mee te werken aan het herstel van de infrastructuur.
e. Economisch herstel en ontwikkeling promoten.
f. Inspanningen aanmoedigen om aan civiele administratieve basisfuncties bij te dragen.
g. De mensenrechten promoten.
h. De heropbouw van de Iraakse politie aanmoedigen.
i. De hervorming van het juridische systeem aanmoedigen.
9. Steunt de vorming van een overgangsadministratie.
10. Beslist de met resolutie 661 in 1990 ingestelde economische sancties op te heffen.
11. Bevestigt dat Irak moet voldoen aan de verplichte ontwapening.
12. Bemerkt de oprichting van het Ontwikkelingsfonds voor Irak.
13. Merkt op dat die fondsen betaald worden onder leiding van de Autoriteit en consultatie van de interimadministratie.
14. Onderlijnt dat de fondsen dienen voor de humanitaire noden, economische heropbouw, herstelling van de infrastructuur, ontwapening, de kosten van de Iraakse administratie en andere doelen ten voordele van de bevolking.
15. Roept internationale financiële instellingen op Irak bij te staan met de economische ontwikkeling en verwelkomt het zoeken naar oplossing voor Irak's buitenlandse schulden.
16. Vraagt de Secretaris-Generaal na een termijn van zes maanden het Olie-voor-voedselprogramma stop te zetten en de administratie en activiteiten ervan over te dragen aan de Autoriteit met volgende maatregelen:
a. De humanitaire goederen zo snel mogelijk te leveren.
b. De contracten te herzien en de niet-nuttige uit te stellen.
c. Binnen de 21 dagen een geschat operationeel budget voor te leggen met:
i. Alle kosten van de VN voor deze activiteiten.
ii. Alle kosten verbonden aan de beëindiging.
iii. Alle kosten verbonden aan het herstel van Iraaks overheidsgeld voorzien door de lidstaten zoals gevraagd in resolutie 778.
iv. Alle kosten van de VN-vertegenwoordiger in de Toezichtsraad.
d. Al het geld samen brengen op één rekening.
e. Voldoen aan de verplichtingen verbonden aan de beëindiging, zoals schadeloosstellingen.
f. 30 Dagen voor het einde de strategie voorleggen voor de overdracht van de operationele verantwoordelijkheid voor het Programma aan de Autoriteit.
17. Vraagt verder dat de Secretaris-Generaal US$1 miljard van de borgrekeningen van het Programma naar het Ontwikkelingsfonds overbrengt.
18. Beslist bij deze de observatie en toezicht, inclusief die op de export van aardolie, te beëindigen.
19. Beslist het Comité gevormd in paragraaf °6 van resolutie 661 te beëindigen.
20. Beslist dat de olie-export vanaf nu onder marktvoorwaarden gebeurt en de winst naar het Ontwikkelingsfonds gaat tot Irak een erkende regering heeft.
21. Beslist verder dat 5% van de winst naar het compensatiefonds uit resolutie 687 moet gaan.
22. Merkt de relevantie van een erkende Iraakse overheid op, de wenselijkheid van schuldherschikking en dat Iraakse olieproducten tot 31 december 2007 immuun zijn.
23. Beslist dat lidstaten met daarin:
a. Bezittingen van het vorige Iraakse regime.
b. Bezittingen van functionarissen en hun familie van dit vorige regime.
Deze onmiddellijk moeten bevriezen en indien mogelijk overdragen aan het Ontwikkelingsfonds.
24. Vraagt de Secretaris-Generaal regelmatig te rapporteren over het werk van de Speciale Vertegenwoordiger.
25. Beslist de uitvoering van deze resolutie binnen de twaalf maanden te evalueren.
26. Vraagt de lidstaten en organisaties bij te dragen aan de uitvoering van deze resolutie.
27. Beslist op de hoogte te blijven.

## Verwante resoluties
- Resolutie 1472 Veiligheidsraad Verenigde Naties
- Resolutie 1476 Veiligheidsraad Verenigde Naties
- Resolutie 1490 Veiligheidsraad Verenigde Naties
- Resolutie 1500 Veiligheidsraad Verenigde Naties

Lijst ·  1455 ·  1456 ·  1457 ·  1458 ·  1459 ·  1460 ·  1461 ·  1462 ·  1463 ·  1464 ·  1465 ·  1466 ·  1467 ·  1468 ·  1469 ·  1470 ·  1471 ·  1472 ·  1473 ·  1474 ·  1475 ·  1476 ·  1477 ·  1478 ·  1479 ·  1480 ·  1481 ·  1482 ·  1483 ·  1484 ·  1485 ·  1486 ·  1487 ·  1488 ·  1489 ·  1490 ·  1491 ·  1492 ·  1493 ·  1494 ·  1495 ·  1496 ·  1497 ·  1498 ·  1499 ·  1500 ·  1501 ·  1502 ·  1503 ·  1504 ·  1505 ·  1506 ·  1507 ·  1508 ·  1509 ·  1510 ·  1511 ·  1512 ·  1513 ·  1514 ·  1515 ·  1516 ·  1517 ·  1518 ·  1519 ·  1520 ·  1521